# Сатир Миланский

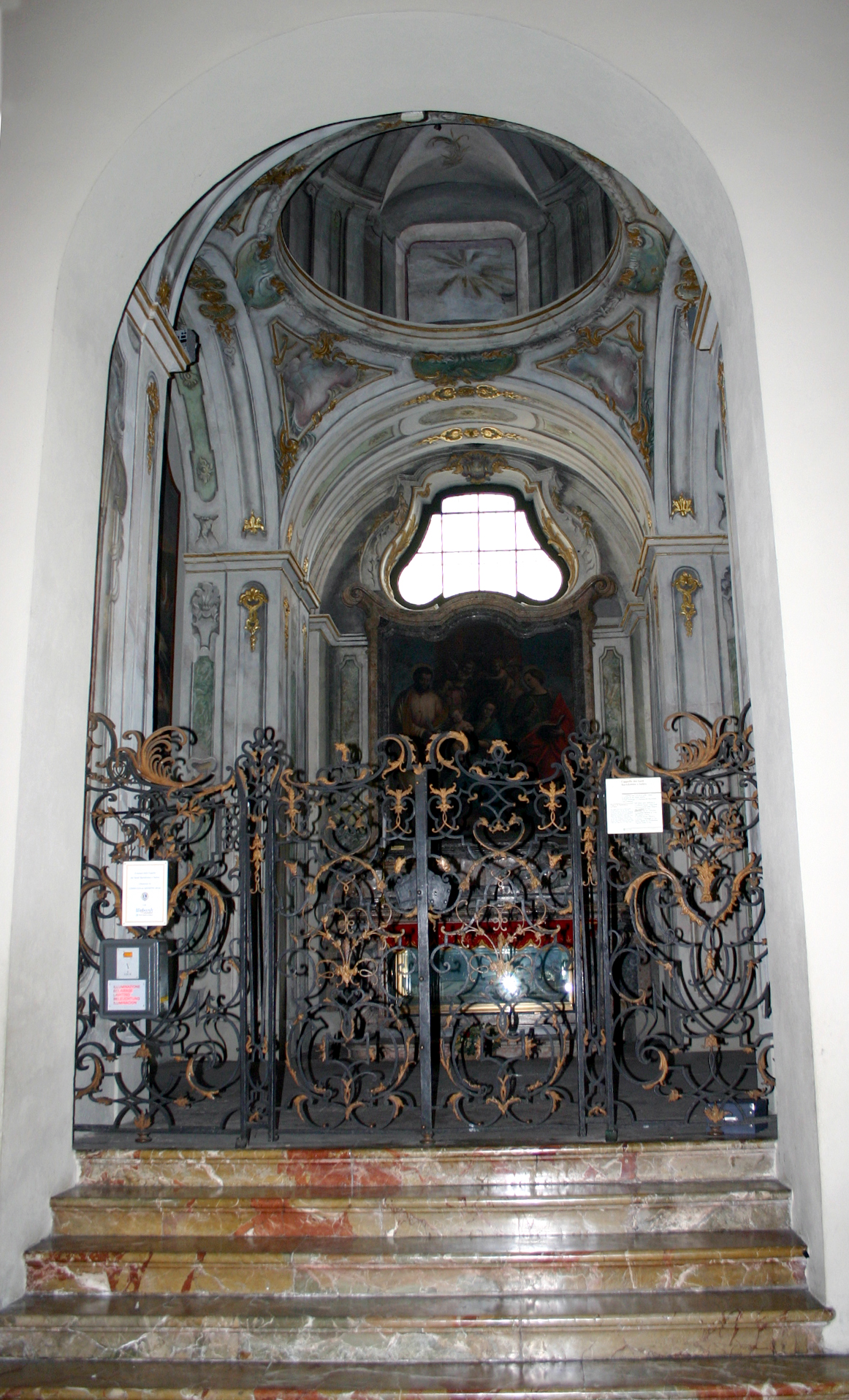
Правый неф базилики св. Амвросия в Милане. Часовня свв. Варфоломея и Сатира, где почивают св. мощи последнего

Сатир (родился в Трире в 334 году, умер в Милане 17 сентября 376 года) — миланский святой. День памяти святого в католической церкви — 17 сентября.
Святой Сатир (итал. San Satiro) был исповедником и братом свв. Амвросия и Маркеллины. Он родился в Трире и вместе с семьёй переехал в Рим, где впоследствии получил образование адвоката. Назначенный префектом одной из римских провинций, он оставил свой пост после того, как его брат Амвросий стал епископом Медиоланским, чтобы заняться гражданскими делами архиепископии.
Он скончался неожиданно в Милане в 376 году и был прославлен на церемонии погребения своим братом, который произнёс своё известное слово на погребение (лат.: De excessu fratris Satyri). Ему посвящён храм Санта-Мария-прессо-Сан-Сатиро в Милане.
Его не следует путать со святым епископом Сатиром из Ареццо.